# Yamoussa Touré
Pour les articles homonymes, voir Touré.
Yamoussa Touré, né le 29 juillet 1947 à Mamou en république de Guinée, est un journaliste, syndicaliste et homme politique guinéen.
Il est conseiller depuis le 22 janvier 2022 au sein du Conseil national de la transition en tant que représentant des centrales syndicales,.